# Ireneusz Kłos

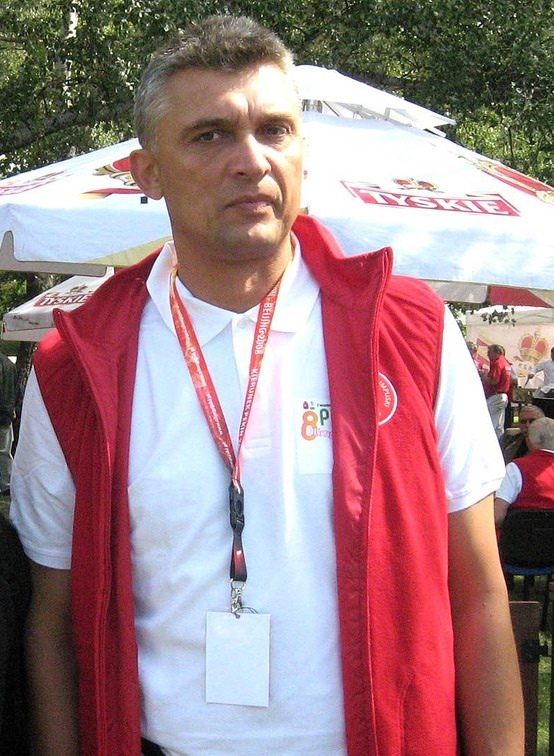
Ireneusz Kłos

Ireneusz Piotr Kłos (14 de septiembre de 1959 en Gorzów Wielkopolski) – es un voleibolista e entrenador polaco.
Tres veces ganó el segundo puesto del Campeonato de Europa (1979, 1981, 1983). También participó en tres Campeonatos Mundiales. Jugó en la selección masculina polaca por 337 veces durante los años 1978-1987.
En su carrera apareció en varios clubes. Jugó en las filas de SZS-AZS Gorzów Wielkopolski, Gwardia Wrocław (1977-1989, 1995-1996, 2000-2001), Las Palmas de Gran Canaria (1989-1991, 1994-1995), AS Grenoble (1991-1993), CS Bertrange (1993-1994), AZS Częstochowa (1997-1999).
Entre 7 de septiembre de 2006 a 28 de febrero de 2007 fue el entrenador de la selección femenina polaca.
Mediante el auto del presidente de Polonia del 22 de noviembre de 2005 fue honrado con la Cruz de Caballero de Orden Polonia Restituta.

## Datos
- Talla: 196 cm
- Posición en la cancha: setter
- Estado civil: casado

## Palmarés

### Jugador
Liga polaca
- Campeonato de Polonia (1980, 1981, 1982) con Gwardia Wrocław y con AZS Częstochowa (1999)
- Segundo puesto en el Campeonato de Polonia (1983, 1984) con Gwardia Wrocław

Liga española
- Campeonato de España con Club Voleibol Guaguas (Las Palmas de Gran Canaria) (1990, 1991)
- Segundo puesto del Campeonato de España con Club Voleibol Guaguas (Las Palmas de Gran Canaria) (1995)
- Copa del Rey con Club Voleibol Guaguas (Las Palmas de Gran Canaria) (1991, 1995)
- Segundo puesto de la Copa del Rey con Club Voleibol Guaguas (Las Palmas de Gran Canaria) (1990)

Selección polaca
- Segundo puesto del Campeonato de Europa (1979, 1981, 1983)

Segundo entrenador con la selección polaca
- Campeonato de Europa (2005) con la selección femenina polaca

## Entrenador
- Gwardia Wrocław
- II entrenador de la selección femenina polaca (2004-2006)
- I entrenador de la selección femenina polaca (2006-2007)
- Piast Szczecin
- UKS “Szczęśliwa” 13 Wrocław
- Entre 2009 a 2013 entrenador de Gwardia Wrocław

## Premios
- Jugador más universal del Campeonato de Europa en Bulgaria (1981)
- Elegido uno de los mejores jugadores de Copa Mundial (1981)